# Kerblam!
Kerblam! es el séptimo episodio de la undécima temporada de la serie británica de ciencia ficción Doctor Who, emitido originalmente el 18 de noviembre de 2018 por BBC One. Fue escrito por Pete McTighe y dirigido por Jennifer Perrott.
En este episodio, la Decimotercer Doctor (Jodie Whittaker) viaja a la compañía de entrega Kerblam junto a sus amigos humanos Graham O'Brien (Bradley Walsh), Yasmin Khan (Mandip Gill) y Ryan Sinclair (Tosin Cole), para investigar por qué un paquete enviado a ella contenía un mensaje pidiendo ayuda. Pronto descubren que a la compañía le faltan empleados humanos y que la fuerza laboral automatizada se está comportando de manera extraña. Las estrellas invitadas del episodio son Julie Hesmondhalgh, Lee Mack, Callum Dixon, Claudia Jessie, Leo Flanagan y Matthew Gravelle.
El episodio fue visto por 7,46 millones de espectadores.

## Sinopsis
La Decimotercer Doctor y sus acompañantes viajan a Kerblam, un servicio de compras en línea que opera en toda la galaxia y que consta de almacenes automatizados y una fuerza de trabajo en su mayoría robótica conocida como «TeamMates». Con el pretexto de ser nuevos empleados, el grupo intenta averiguar quién les envió una entrega con una llamada de auxilio. Aprenden rápidamente de sus nuevos colegas: Dan Cooper, el chico del cartel de la compañía; Kira Arlo, miembro del equipo de despacho; y Charlie Duffy, un trabajador de mantenimiento que ama a Kira; que el personal se ha desvanecido en los últimos meses y que la compañía emplea una fuerte cultura laboral de productividad. Cuando Dan desaparece mientras encuentra una orden, la Doctor sospecha que algo está mal con la inteligencia artificial de la compañía y la mano de obra automatizada.
Tanto los gerentes de recursos humanos Judy Maddox como Jarva Slade rápidamente niegan su participación cuando se enfrentan a las desapariciones. Cuando Kira es secuestrada, la Doctor la rastrea hasta el piso de empaque y entrega completamente automatizado, lo que lleva al grupo a obtener acceso a continuación. Después de encontrar los restos de la fuerza laboral desaparecida y un ejército de TeamMates con paquetes, la Doctor usa uno de los primeros modelos de un TeamMate para hablar con la inteligencia artificial de Kerblam. Rápidamente se entera de que requiere su ayuda directamente, después de sospechar que algo estaba mal con su fuerza laboral. Cuando Yasmin, Ryan y Charlie revelan que habían visto morir a Kira cuando jugaba con plástico de burbujas, la Doctor descubre que alguien había armado el material, con la intención de que fuera utilizado por los clientes de Kerblam.
Charlie rápidamente admite ser el culpable, explicando que la muerte de Kira no era parte de sus planes. Él revela que su motivo era evitar la automatización desenfrenada haciendo redundantes las fuerzas de trabajo humanas. Al obtener acceso a la empresa, Charlie utilizó al personal desaparecido como sujetos de prueba para su envoltura de burbujas armada. Tenía la intención de usarlo sobre los clientes de la compañía, sabiendo que la culpa de las muertes repentinas se atribuiría a la automatización y la falta de diligencia humana. Al darse cuenta de que la inteligencia artificial de la compañía mató a Kira para hacer que Charlie entendiera la gravedad de sus acciones, la Doctor reprograma los TeamMates para entregarlos a sí mismos y reventar la envoltura. Mientras los demás se van, Charlie permanece y perece en la destrucción del piso. A raíz del incidente, Maddox y Slade se comprometen a reconstruir Kerblam con una fuerza laboral mayoritariamente humana.

### Continuidad
Hacia el final del episodio, la Doctor usa su técnica de «Aikido Venusiano» para paralizar a Slade, que anteriormente había usado previamente para paralizar a Epzo en The Ghost Monument. El Aikido Venusiano también fue utilizado por el Tercer Doctor y el Duodécimo Doctor.
En la escena de apertura, la Doctor recibe un paquete de Kerblam que contiene un fez, una referencia al Undécimo Doctor, que tenía un gusto particular por usarlos. Más tarde, la Doctor dice: "Oh, hablando de avispas, ¿alguna vez te conté sobre mí y Agatha Christie?", aludiendo al episodio El unicornio y la avispa, en el que el Décimo Doctor se encuentra con la autora en circunstancias que involucran un vespiforme, un alienígena que se asemeja a una avispa gigante.

## Producción
Los trabajos en las escenas exteriores e interiores de Kerblam! fueron realizados en el Reino Unido y supervisados por la directora australiana Jennifer Perrott, quien ayudó con la producción del quinto episodio The Tsuranga Conundrum.

## Difusión y recepción

### Promoción
Antes de la transmisión del episodio, se mostró una vista previa de sus escenas de apertura durante la teletón Children in Need el 16 de noviembre de 2018.

### Calificaciones
Kerblam! fue visto por 5,93 millones de espectadores durante la noche, una participación del 28,5% del total de la audiencia televisiva del Reino Unido, lo que lo convierte en la cuarta audiencia más alta de la noche y la décima audiencia nocturna más alta de la semana en todos los canales del Reino Unido. Recibió un total oficial de 7,46 millones de espectadores en todos los canales del Reino Unido, lo que lo convierte en el noveno programa más visto de la semana, y obtuvo una puntuación del Índice de Apreciación del Público de 81.

### Recepción crítica
Rotten Tomatoes le dio al episodio un índice de aprobación del 90%, basado en 30 críticas, y un puntaje promedio de 7,62/10. El consenso de los críticos afirma que:

Autómatas adorables, matices educativos y un objeto cotidiano convertido en monstruo horrible hacen de Kerblam! una devolución de llamada divertida e inductora de miedo a versiones anteriores de Doctor Who.

Varios revisores sugieren que el diseño de la compañía ficticia Kerblam satiriza tanto al minorista Amazon como a las compras en línea.